# Wilhelm Lückert
Wilhelm Lückert (* 4. Februar 1905 in Treysa; † 6. Mai 1970 auf Teneriffa, Spanien) war ein deutscher Pädagoge. Er wurde vor allem bekannt durch seinen Einsatz für den Aufbau des Sonderschulwesens in Hessen.

## Leben
In Halle absolvierte Wilhelm Lückert eine Ausbildung als Hilfsschullehrer. 1925 legte Lückert seine erste Lehrerprüfung ab. Ab 1930 arbeitete er als Journalist und ab 1933 als Lehrer an der Volksschule Schillerstraße in Kassel. 1940–1956 war er Rektor an der Bürgerschule am Wall. 1956 wurde Lückert zum Stadtverwaltungsschulrat im städtischen Schulamt ernannt. 1959 erfolgte die Beförderung zum Oberschulrat. In Kassel baute Lückert eine allgemeine Sonderschule auf. Er war die treibende Kraft bei der Neuregelung der gesetzlichen Grundlagen des Sonderschulwesens in Hessen.

## Ehrungen
Nach Wilhelm Lückert wurde die Wilhelm-Lückert-Schule (Sonderpädagogisches Beratungs- und Förderzentrum) im Kasseler Stadtteil Wehlheiden sowie die Wilhelm-Lückert-Schule (Schule für Lernhilfe) in Büdingen benannt. Die Wilhelm-Lückert-Schule in Büdingen wurde 1984 der Erich Kästner-Schule in Ortenberg angegliedert. In Büdingen sind zudem eine Straße und eine Sporthalle am Wolfgang-Ernst-Gymnasium nach Lückert benannt.

## Werke
- Die Hilfsschule – für unser Kind? Klett, Stuttgart 1952. Neuausgabe: Stuttgart 1962.